# Linopherus canariensis
Linopherus canariensis är en ringmaskart som beskrevs av Langerhans 1881. Linopherus canariensis ingår i släktet Linopherus och familjen Amphinomidae. Inga underarter finns listade i Catalogue of Life.